# Калиновое Озеро
Калиновое Озеро — посёлок в Адлерском районе муниципального образования город-курорт Сочи Краснодарского края России. Входит в состав Кудепстинского сельского округа.

## География
Посёлок находится в юго-восточной части края, в предгорной зоне Причерноморского побережья, в междуречье рек Большой и Малой Хосты.
Рельеф местности в основном холмистый с ярко выраженными колебаниями относительных высот. Имеется два озера: «Калиновое» и «Ольховое». Калиновое озеро было сделано искусственно и использовалось как водохранилище, а на данный момент на территории озера развит туризм

## История
Согласно Закону Краснодарского края от 1 апреля 2004 года № 679-КЗ село Калиновое Озеро вошло в состав образованного муниципального образования город-курорт Сочи.

## Население
| 2002 | 2010 |
| ---- | ---- |
| 841  | ↘741 |

Национальный состав
Согласно результатам переписи 2002 года, в национальной структуре населения русские составляли 74 % от 841 жителя.

## Инфраструктура
Школа № 56 имени Эксузьяна. С.О. Чайная фабрика. Фельдшерско-акушерский пункт. Имеется котельная.
Развит туризм.

## Транспорт
Доступен автомобильный транспорт. Остановка «Калиновое озеро» автобусного маршрута номер 127.